# Anna Filantropena
Anna Filantropena (in greco Άννα Φιλανθρώπινη?; fl. XIV-XV secolo) è stata la seconda imperatrice consorte di Manuele III di Trebisonda.

## Biografia

### Famiglia
Anna era figlia di Manuele Angelo Filantropeno, Cesare dell'Impero Bizantino e governatore della Tessaglia. Manuele governò la Tessaglia dal 1390 circa fino alla sua conquista da parte di Bayezid I dell'Impero Ottomano nel 1394.
Suo nonno paterno, o più probabilmente zio, era Alessio Angelo Filantropeno, anch'egli un Cesare, che fu governatore della Tessaglia dal 1373 al 1390 circa. La nonna materna, o più probabilmente la zia acquista, era Maria Radoslava, figlia di Radoslav Hlapen.

### Imperatrice
Gulkhan-Eudocia di Georgia, prima moglie di Manuele e imperatrice consorte di Trebisonda, morì il 2 maggio 1395. Il 4 settembre di quell'anno, Eudocia, sorella di Manuele e vedova di Tadjeddin Pascià di Sinope ed Emiro di Limnia, arrivò da Costantinopoli a Kordyle con Anna Filantropena e Teodora Cantacuzena; queste donne erano venute per sposare, rispettivamente, Manuele III e suo nipote Alessio. Il matrimonio combinato ebbe luogo il giorno seguente a Trebisonda.
L'ambasciatore di Tamerlano, Ruy González de Clavijo, incontrò Manuele III e la sua famiglia nell'aprile del 1404, mentre passava per Trebisonda, e allude alla presenza in vita di Anna Filantropa. Manuele morì il 5 marzo 1417; non si sa se Anna gli sopravvisse. Thierry Ganchou sostiene di aver identificato un figlio di Manuele e Anna, vivo fino al 1423 e abbastanza grande da sposare Eudocia, la figlia del Prōtostratōr Manuele Paleologo Cantacuzeno.